# Agamenón (homínido)
Agamenón es un cráneo fósil perteneciente a un neandertal temprano cuyos restos se encontraron en el yacimiento de Atapuerca en sedimentos depositados hace unos 430 000 años. Los fósiles recuperados en la Sima de los Huesos tienen múltiples catálogos de especímenes, por lo que este cráneo puede encontrarse referenciado como Sima de los Huesos 4, SH 4, Cranium 4, Cr4, y Skull 4. Los análisis originales del espécimen concluyeron que el individuo era sordo, aunque estudios posteriores han demostrado que no es así. Actualmente se conserva en el Museo de la Evolución Humana.

## Historia
El espécimen fue descubierto por los paleontólogos en 1992 y fue catalogado como Skull 4 (cráneo 4). En 1997, se evaluó la capacidad auditiva del individuo y se determinó que era sordo basándose en una imagen tomográfica singular, contrariamente a los avances más recientes. Fue descubierto junto a Miguelón, SH 5.

## Descripción
Agamenón es uno de los cráneos más completos por su antigüedad cronológica de 430.000 años. En vida, los homínidos de la Sima de los Huesos tenían una capacidad auditiva muy similar a la del Homo sapiens, pero no idéntica. Eran capaces de oír con precisión la mayoría de los sonidos que componen el lenguaje humano. En este individuo, los canales del oído estaban bastante inhibidos por un caso de exostosis. Sin embargo, contrariamente a lo que se creía, el individuo era plenamente capaz de oír. Se observan casos similares de exostosis en esqueletos recientes, pero también en neandertales europeos y de Oriente Medio. Las diferencias del borde orbital interno (38 mm) son similares a las de Bilzingsleben. Este cráneo y Miguelón se diferencian en la forma de su bóveda, probablemente por alometría. La capacidad craneal es de unos 1390 centímetros cuadrados, lo que es muy grande para un Homo del Pleistoceno Medio de tal antigüedad.

### Patología
En un principio se sugirió que SH 4 había sido sordo durante su vida debido a la extraña forma de los huesos cocleares. Investigaciones anteriores descubrieron que las irregularidades obstruían el conducto, por lo que clasificaron la patología como exostosis («oído de surfista»). Las personas que padecen esta afección pueden tener otitis externa episódica, caracterizada por un taponamiento sensitivo, dolor y secreción purulenta del oído. La exostosis es frecuente en personas que entran regularmente en contacto con agua fría, vientos fuertes y bacterias, o debido a la heredabilidad genética.
Un estudio renovado en 2019 sugiere que las conclusiones a las que se llegó en 1997 son falsas, que los conductos auditivos no estaban sellados. A pesar de la irregularidad, los modelos tridimensionales del hueso indican que el individuo podía oír. El estudio de 2019 coincide, sin embargo, en que el individuo tenía exostosis, pero no en un grado que causara sordera, ya que ninguno de los otros cráneos presenta las irregularidades cocleares. Sugirieron que debido a esto, no fue causada por factores ambientales como habría experimentado toda la población, y la infección podría ser una posible causa.